# Донндорф (Унструт)
Донндорф (нем. Donndorf) — община в Германии, в земле Тюрингия.
Входит в состав района Кифхойзер. Население составляет 828 человек (на 31 декабря 2010 года). Занимает площадь 11,51 км².
Община подразделяется на 2 сельских округа.